# USS Bainbridge (CGN-25)
«Бейнбридж» (англ. CGN-25 Bainbridge) — корабль ВМС США, первый в мире атомный фрегат, единственный корабль своего типа. Являлся атомным аналогом ракетных крейсеров типа «Леги». В 1975 году реклассифицирован в атомный ракетный крейсер. 
Основная задача корабля состояла в обеспечении ПВО и ПЛО авианосных соединений. Построен специально для взаимодействия с первым в мире атомным авианосцем «Энтерпрайз» и первым в мире атомным ракетным крейсером «Лонг Бич».

## Предыстория
В годы Второй мировой войны, когда морские сражения происходили на огромных пространствах Тихого и Атлантического океанов, одной из самых острых проблем эсминцев была их малая автономность. Для больших кораблей (авианосцев, линкоров и крейсеров) эта проблема не была такой насущной, так как, имея в несколько раз большее водоизмещение, они могли взять на борт достаточный запас топлива. Именно поэтому, когда в послевоенные годы встал вопрос о внедрении атомных силовых установок на надводных кораблях, первыми были рассмотрены проекты атомных эсминцев.
Целью кораблестроителей было увеличение дальности плавания эсминца сверх 4500 миль при 20 узлах, характерных для кораблей типа «Форрест Шерман». Расчёты показывали, что применение комбинированной котлотурбинной и газотурбинной установки (COSAG) позволяло получить дальность 6000 миль. Недостатком этого варианта была сложность двигательной установки и необходимость применения двух видов топлива, так как газовая турбина не могла работать на обычной бункерной нефти.
Бюро кораблестроения начало изучение вопроса об атомном эсминце (DDN) в начале августа 1953 года. Предполагалось, что эсминец будет соответствовать по тактико-техническим характеристикам (за исключением типа силовой установки) находившимся в строю эсминцам типа «Форрест Шерман». В это время в стадии предварительного проекта находилась подводная лодка «Тритон» с реактором SAR (Submarine Advanced Reactor — усовершенствованный реактор для подводных лодок), который был рассмотрен в качестве первоначального варианта силовой установки для DDN. Этот реактор обеспечивал на валу 17 000 л. с., тогда как эсминцы Второй мировой войны требовали 60 000 л. с. Таким образом, для получения необходимой мощности требовалось 4 реактора SAR, которые вместе весили около 3000 т, что превышало стандартное водоизмещение эсминца типа «Форрест Шерман». В сентябре 1953 года проект был закрыт, однако начальник штаба ВМФ адмирал Роберт Карни попросил Бюро кораблестроения сделать оценку характеристик атомного эсминца.
В январе 1955 года бюро кораблестроения предоставило комиссии во главе с адмиралом Леггеттом (Wilson D. Leggett) серию эскизов, включая эскизы атомного эсминца. Корабль с вооружением, соответствующим эсминцу типа «Форрест Шерман», имел полное водоизмещение 5200 т и стоил 50 млн. $ (по сравнению с 4000 т и 30 млн. $ для обычного эсминца). Атомный фрегат с вооружением, соответствующим фрегатам типа «Фаррагат» и «Кунц», имел полное водоизмещение 8000 т и стоил 76,5/80 млн. $ в артиллерийском/ракетном вариантах (по сравнению с 5200 т и 42,8/46,5 млн. $ для «Фаррагата» и «Кунца»).
17 августа 1954 года начальником штаба ВМФ стал адмирал Арли Бёрк, имевший большой опыт командования эсминцами во Второй мировой войне, а в послевоенные годы служивший начальником Бюро боеприпасов и командующим миноносными силами Атлантического флота. На следующий день после вступления в должность он послал в Бюро кораблестроения запрос о возможности установки ядерного реактора на эсминце, крейсере и авианосце. Ответ по эсминцу был отрицательным. Минимальное полное водоизмещение корабля с атомной силовой установкой было оценено в 8500 т.
Активным сторонником атомных эсминцев был контр-адмирал Джон Дэниэл (John C. Daniel), сменивший Арли Бёрка на посту командующего атлантическими миноносными силами. Он посылал Бёрку еженедельные доклады, склоняя его на свою сторону. Его поддерживал адмирал Риковер, начавший разработку лёгкого реактора, известного как D1G. И хотя создать реактор для 4000-тонного эсминца не удалось, результатом этих разработок стал реактор D2G, установленный на всех последующих американских атомных фрегатах.
В январе 1957 года началось параллельное предварительное проектирование двух атомных кораблей: эсминца DDN (в корпусе и с вооружением эсминца «Форрест Шерман») и фрегата DLGN (в корпусе и с вооружением фрегата типа «Леги» при водоизмещении 6000 т и скорости 30 узлов).
Для DDN было предложено два основных варианта:
- водоизмещение 4200 т (полное 4700 т), два реактора SAR, максимальная скорость 27 узлов.
- водоизмещение 3500 т (полное 4200 т), один реактор SAR для экономического хода 22 узла, 6 газовых турбин мощностью 7000 л. с. каждая для полного хода в 30 узлов при дальности плавания 1000 миль.

В дальнейшем проект DDN был прекращён как неосуществимый, а проект DLGN породил атомный фрегат (затем — крейсер) «Бейнбридж».

## История создания
Оперативно-тактическим заданием на проектирование фрегата DLGN предусматривалось вооружение, соответствующее фрегатам типа «Леги», полное водоизмещение 6000 т и максимальная скорость 30 узлов. Однако уже на стадии предэскизного проектирования стало ясно, что при полном водоизмещении 6000 т (5400 т лёгкое) не удаётся установить более двух реакторов SAR, тогда как необходимая мощность соответствовала трём-четырём реакторам этого типа. Минимально достижимое значение для полного водоизмещения составляло 6900 т (6300 т лёгкое), а при наиболее вероятной массе реактора полное водоизмещение увеличивалось до 7600 т (7000 т лёгкое). Стоимость постройки головного корабля оценивалась в 108 млн. $ по сравнению с 59 млн. $ для головного и 49 млн. $ для последующих кораблей типа «Леги». Реальная же стоимость головного корабля достигла 163.6 млн $.

## Тактико-технические характеристики
По данным на 1987 год.
- Водоизмещение
  - стандартное — 7700 т
  - полное — 8580 т
- Размерения — 172,3 × 17,7 × 8,8 м
- Двигательная установка
  - 2 реактора General Electric D2G с водяным охлаждением
  - 2 паровые турбины (60 000 л. с.)
  - 2 вала
- Скорость — 30+ уз.
- Экипаж — 32 офицеров + 509 матросов и старшин
- Флагманские апартаменты — 6 офицеров + 18 матросов и старшин

### Вооружение
По данным на 1987 год.
- 2 × 20-мм Mk 15 Phalanx — зенитные артиллерийские установки;
- 1 × Mk 67 (2 × 20-мм АУ) — спаренная зенитная артиллерийская установка;
- 2 × ПУ Mk 141 (8 × RGM-84A Harpoon) — противокорабельные ракеты;
- 2 × ПУ Mk 10 (80 × RIM-67B Standard SM-2 ER) — зенитные ракеты;
- 1 × ПУ Mk 16 (8 × RUR-5A ASROC) — противолодочные ракеты;
- 2 × ТА Mk 32 (6 × 324-мм Mk 46) — противолодочные торпеды;

### Электронное оборудование
По данным на 1987 год.
- 1 × AN/SPS-39 — трёхкоординатный радар воздушного обзора;
- 1 × AN/SPS-37 — двухкоординатный радар воздушного обзора;
- 1 × AN/SPS-10F — двухкоординатный радар обзора поверхности;
- 4 × Mk 76 + 4 × AN/SPG-55B — системы наведения ракет с радарами подсветки цели;
- 1 × Mk 14 — система управления артиллерийским огнём;
- 1 × Mk 111 + 1 × AN/SQQ-23A — система управления противолодочным оружием с внутрикорпусным сонаром;
- 1 × NTDS (БИУС) — боевая информационно-управляющая система
- 1 × OE-82 — система спутниковой связи;
- 1 × AN/SRR-1 — приёмник спутниковой связи;
- 1 × AN/WSC-1 — трансивер спутниковой связи;
- 1 × AN/URN-20 TACAN — тактическая аэронавигационная система;
- 4 × Mk 36 SRBOC — пусковые установки постановщика помех;
- 1 × AN/SLQ-32(V)3 — система РЭБ.

## Состав серии
| Номер  | Название   | Верфь           | Заложен    | Спущен     | В строю    | Списан     |
| ------ | ---------- | --------------- | ---------- | ---------- | ---------- | ---------- |
| CGN-25 | Bainbridge | Bethlehem Steel | 05.05.1959 | 15.04.1961 | 06.10.1962 | 13.09.1996 |